# Casa Joaquim Espalter i Rosàs
La Casa Joaquim Espalter i Rosàs és un edifici situat als carrers de l'Esparteria i de la Vidreria del barri de la Ribera de Barcelona, catalogat com a bé cultural d'interès local.

## Història
El 1776, el comerciant i fabricant d'indianes Joaquim Espalter i Rosàs va adquirir a Josep Figueres una casa al costat de la seva, el 1778 una altra al revenedor Salvador Guiot, i el 1783 les va fer enderrocar per a reedificar-les de nou.
El juliol del 1808, arran de la invasió napoleònica, l'hereu Joaquim Espalter i Roig fugí de Barcelona, primer a Reus i després a Sitges, on s'havien exiliat altres membres de la família. Allà va morir el 18 de març del 1809, sense haver fet testament, la qual cosa va originar un litigi entre el primogènit Josep Antoni Espalter i Macià i els seus germans.
El 1827, Maria Duran, vídua de Josep Antoni, va vendre la propietat al comerciant Josep Safont per 24.100 lliures barcelonines, que en va fer agnició de bona fe al comerciant i terratinent Rafael Sabadell i Barnús. Aquest va pagar uns deutes de la família Espalter, i a la seva mort, va ser heretada pel seu fill Rafael Sabadell i Permanyer.

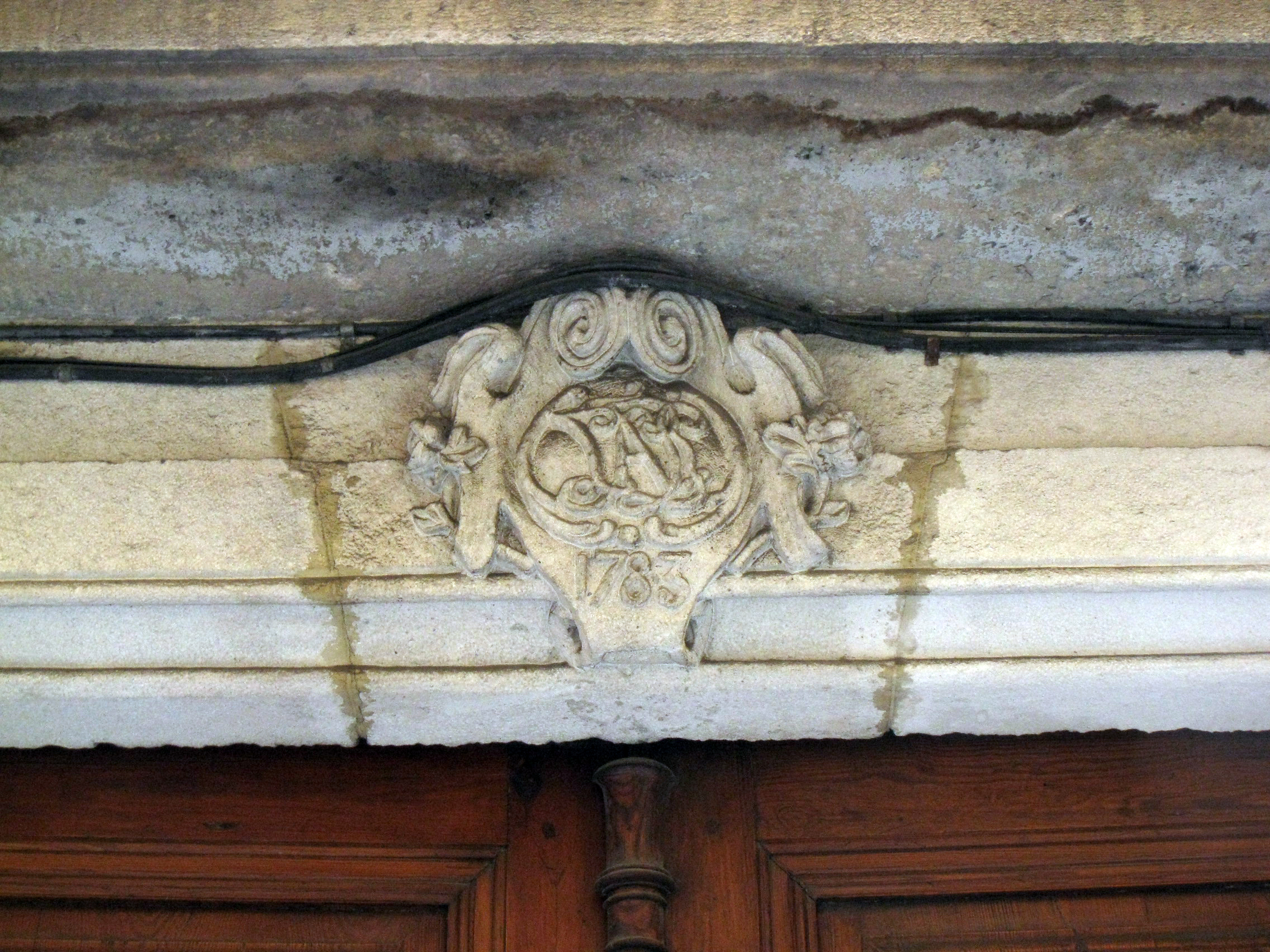
Medalló amb la data 1783

## Descripció
Edifici d'habitatges que fa cantonada i consta de planta baixa, entresol, tres pisos i golfes. Als baixos hi ha set obertures, corresponents amb les dels pisos superiors, que allotgen locals comercials i la porta d'accés (amb una llinda amb un medalló amb la data 1783, situada al centre. Tots els nivells consten de balcons individuals tancats per una barana de ferro forjat i una llosana de pedra, la qual disminueix en dimensions a mesura que el cos de l'edifici guanya en altura. A la planta principal, però, es distingeix una balconada correguda que engloba les dues obertures cantoneres, descrivint una forma arrodonida en l'angle. La teulada consta d'un ràfec motllurat. La façana, que és estucada, havia ostentat unes pintures de grans columnes estriades, actualment desaparegudes.